# Saint-Martin-en-Haut
Pour les articles homonymes, voir Saint-Martin.
Saint-Martin-en-Haut est une commune française, située à 730 m d’altitude dans le département du Rhône en région Auvergne-Rhône-Alpes.

## Géographie

### Localisation
La commune est située à environ 34 kilomètres au sud ouest de Lyon, au cœur des monts du Lyonnais.

### Lieux-dits, écarts et quartiers

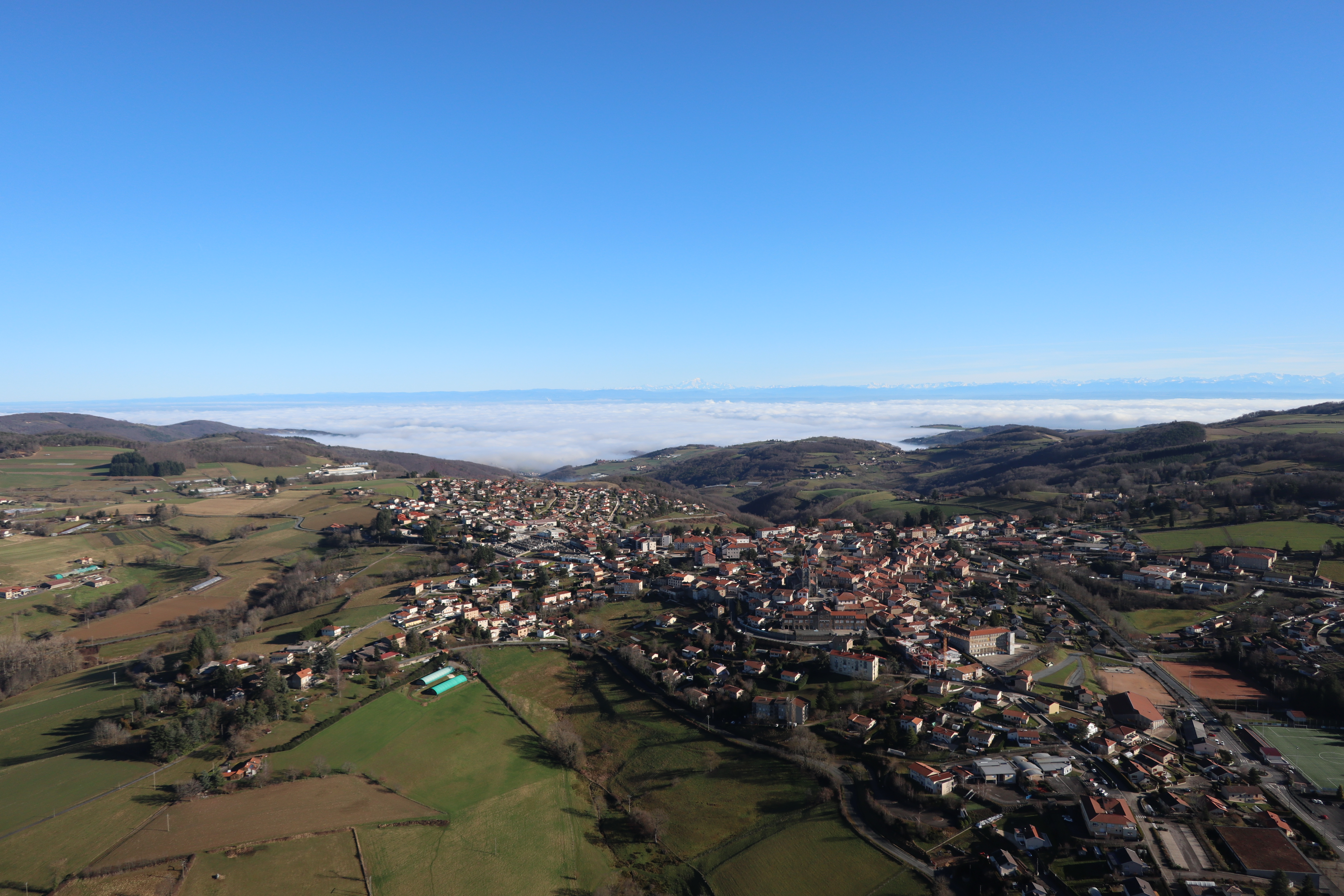
Vue aérienne de Saint-Martin-en-Haut

La commune compte un certain nombre de lieux-dits administratifs répertoriés consultables ici
D'un ancien village localisé autour de l'église, dont on retrouve le dessin des rues anciennes encore aujourd'hui, l'urbanisation a progressivement conquis les terrains alentour. La forte pression foncière récente de l'agglomération lyonnaise a contribué à une périurbanisation. Comme dans la plupart des communes à 30 km de Lyon, une marée pavillonnaire est venue modifier une identité et un paysage fort sur cette ligne de crêtes.
Sur la commune de Saint-Martin se trouve également le hameau de Rochefort, ancien village fortifié du Moyen Âge fréquenté jadis par les pèlerins en route pour Saint-Jacques-de-Compostelle.

### Géologie et relief
Son altitude varie de 450 mètres à la Martinière à 911 mètres au Crêt Pelossier (altitude moyenne 750 mètres).
Le Bourg de Saint-Martin est installé sur un col, sur un site assez remarquable, à l'intersection de ces deux unités géographiques. Elle est située sur la ligne de partage des eaux. Le coteau oriental, rupture topographique très forte entre les Coteaux et les Monts du Lyonnais tranche avec un plateau collinéen qui couvre la majorité de la commune.
Saint-Martin-en-Haut est classée en zone de sismicité 2, correspondant à une sismicité faible.

### Hydrographie
Le système hydrographique de la commune se compose de :
- le Garon , long de 31,1 km[4], affluent du Rhône ;
- le ruisseau de la Goutte de Bellevue , long de 2,2 km[5], affluent du Garon
- le ruisseau de l’Artilla, long de 7,4 km[6], affluent du Garon ;
- le ruisseau de la Bâtie, long de 1,6 km[7], conflue avec l’Artilla
- la Coise qui se jettent dans la Loire ;
- le Potensinet , long de 9,6 km[8], affluent de la Coise.

### Climat
Pour des articles plus généraux, voir Climat d'Auvergne-Rhône-Alpes et Climat du Rhône.
En 2010, le climat de la commune est de type climat des marges montargnardes, selon une étude du Centre national de la recherche scientifique s'appuyant sur une série de données couvrant la période 1971-2000. En 2020, Météo-France publie une typologie des climats de la France métropolitaine dans laquelle la commune est exposée à un climat de montagne ou de marges de montagne et est dans la région climatique  Nord-est du Massif Central, caractérisée par une pluviométrie annuelle de 800 à 1 200 mm, bien répartie dans l’année. 
Pour la période 1971-2000, la température annuelle moyenne est de 9,5 °C, avec une amplitude thermique annuelle de 16,2 °C. Le cumul annuel moyen de précipitations est de 873 mm, avec 9,8 jours de précipitations en janvier et 7,3 jours en juillet. Pour la période 1991-2020, la température moyenne annuelle observée sur la station météorologique de Météo-France la plus proche, « Saint-Symphorien-C », sur la commune de Saint-Symphorien-sur-Coise à 9 km à vol d'oiseau, est de 10,5 °C et le cumul annuel moyen de précipitations est de 861,2 mm,. Pour l'avenir, les paramètres climatiques de la commune estimés pour 2050 selon différents scénarios d'émission de gaz à effet de serre sont consultables sur un site dédié publié par Météo-France en novembre 2022.

### Voies de communication et transports

#### Voies de communication
On accède à la commune par :
- la D311, de Thurins au nord-est à 9,1 km et Saint-Symphorien-sur-Coise au sud-ouest à 10,5 km ;
- la D34, de Duerne au nord-ouest à 5,4 km et Mornant au sud-est à 14,6 km.

#### Transports
La commune est desservie par 
- la ligne d’autocars N° 2Ex (Lyon - Gorge de Loup (gare routière) – Chazelles-sur-Lyon) du réseau Les cars du Rhône ;
- L'aéroport de Saint-Étienne-Loire, distant de 35 km, (40 minutes) ;
- L’aéroport de Lyon-Bron, distant de 41 km, (45 minutes) ;
- L’aéroport de Lyon-Saint-Exupéry, distant de 57 km, (55 minutes).

### Superficie
Saint-Martin-en-Haut est la quatrième plus grande commune du Rhône, avec une superficie totale de 3 864 hectares.

## Urbanisme

### Typologie
Au 1er janvier 2024, Saint-Martin-en-Haut est catégorisée bourg rural, selon la nouvelle grille communale de densité à sept niveaux définie par l'Insee en 2022.
Elle appartient à l'unité urbaine de Saint-Martin-en-Haut, une unité urbaine monocommunale constituant une ville isolée,. Par ailleurs la commune fait partie de l'aire d'attraction de Lyon, dont elle est une commune de la couronne,. Cette aire, qui regroupe 397 communes, est catégorisée dans les aires de 700 000 habitants ou plus (hors Paris),.

### Occupation des sols
L'occupation des sols de la commune, telle qu'elle ressort de la base de données européenne d’occupation biophysique des sols Corine Land Cover (CLC), est marquée par l'importance des territoires agricoles (83,3 % en 2018), en diminution par rapport à 1990 (84,3 %). La répartition détaillée en 2018 est la suivante : 
prairies (47,3 %), zones agricoles hétérogènes (36 %), forêts (13,2 %), zones urbanisées (3,5 %). L'évolution de l’occupation des sols de la commune et de ses infrastructures peut être observée sur les différentes représentations cartographiques du territoire : la carte de Cassini (XVIIIe siècle), la carte d'état-major (1820-1866) et les cartes ou photos aériennes de l'IGN pour la période actuelle (1950 à aujourd'hui).

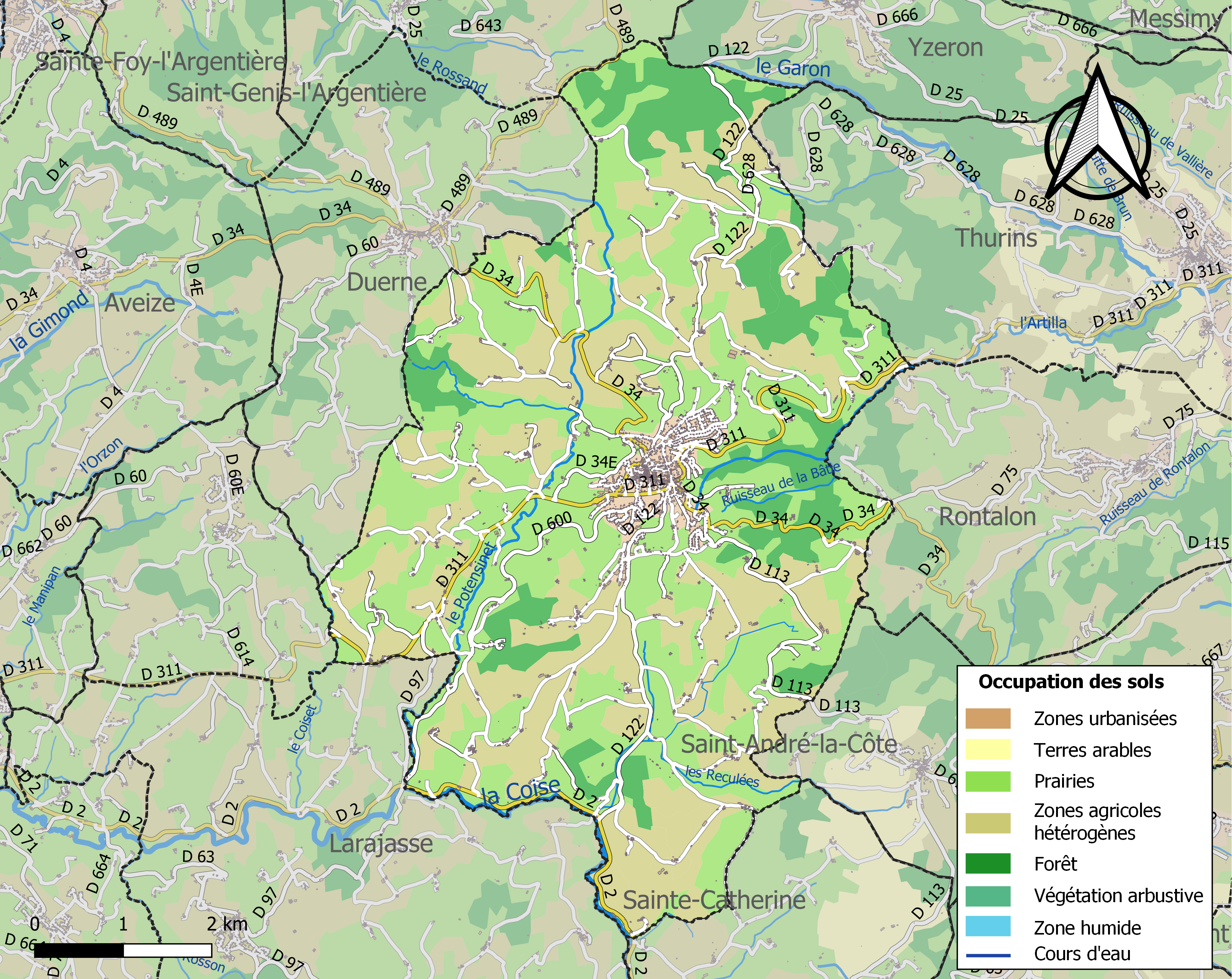
Carte des infrastructures et de l'occupation des sols de la commune en 2018 (CLC).

### Logement
En 2014, le nombre total de logements dans la commune était de 1 718 (dont 73,9 % de maisons et 25,5 % d’appartements).
Parmi ces logements, 90,3 % étaient des résidences principales, 3,4 % des résidences secondaires et 6,2 % des logements vacants.
La part des ménages propriétaires de leur résidence principale s’élevait à 64,6 % contre 33,7 % de locataires.
La part de logements HLM loués vides (logements sociaux) était de 7,1 %.

## Toponymies
Les habitants sont appelés les Saint-Martinois et surnommés les "Fagotiers".

## Histoire

### De l’Antiquité au Moyen Âge
La présence d'habitants sur la commune semble remonter à la Préhistoire. Un menhir retrouvé récemment, trône actuellement au bas du village, dans le parc de la Liberté.
On trouve des vestiges de l'époque romaine sur la commune : la voie romaine reliant Lyon à Saint-Symphorien-sur-Coise est visible au hameau de Fontfroide.
Le nom de Saint-Martin apparaît pour la première fois en 984 dans les écrits. Le village sera appelé successivement Saint-Martin-de-Noalis, puis Saint-Martin-d'Annauz (au XIIe siècle), Saint-Martin-d'Annalz (au XIIIe siècle), Saint-Martin-en-Haut (dès le XVIIe siècle), Martin l'Espérance (pendant la Révolution).
Au Moyen Âge, l'activité de défrichement de forêts pour augmenter la production agricole donne son surnom aux Saint-Martinois : les Fagotiers. 
C'est durant le Moyen Âge que le bourg de Rochefort, aujourd'hui hameau de Saint-Martin, s'est développé. On y éleva une muraille à l'intérieur de laquelle on construisit un donjon et une chapelle toujours visibles aujourd'hui. On y trouve des objets classés Monuments Historiques : la Vierge de la Pitié (fin du XVe), un vitrail (fin du XVe).

### Du Moyen Âge à la Révolution
Profondément religieuse depuis longtemps, la commune adopte l'abbé Claude Animé au cours de la Révolution Française. Ce prêtre réfractaire à la Constitution civile du clergé symbolise alors le conservatisme de la région surnommée « Vendée Lyonnaise ».
Au cours de la Révolution française, la commune porte provisoirement le nom de Martin-l'Espérance.
Saint-Martin-en-Haut est la commune de naissance du célèbre Pierre Grataloup, le « Petit Monsieur », chef d'une bande de pillards des Chauffeurs des monts du Lyonnais qui opérait durant la Révolution française de 1789.

### Époque contemporaine

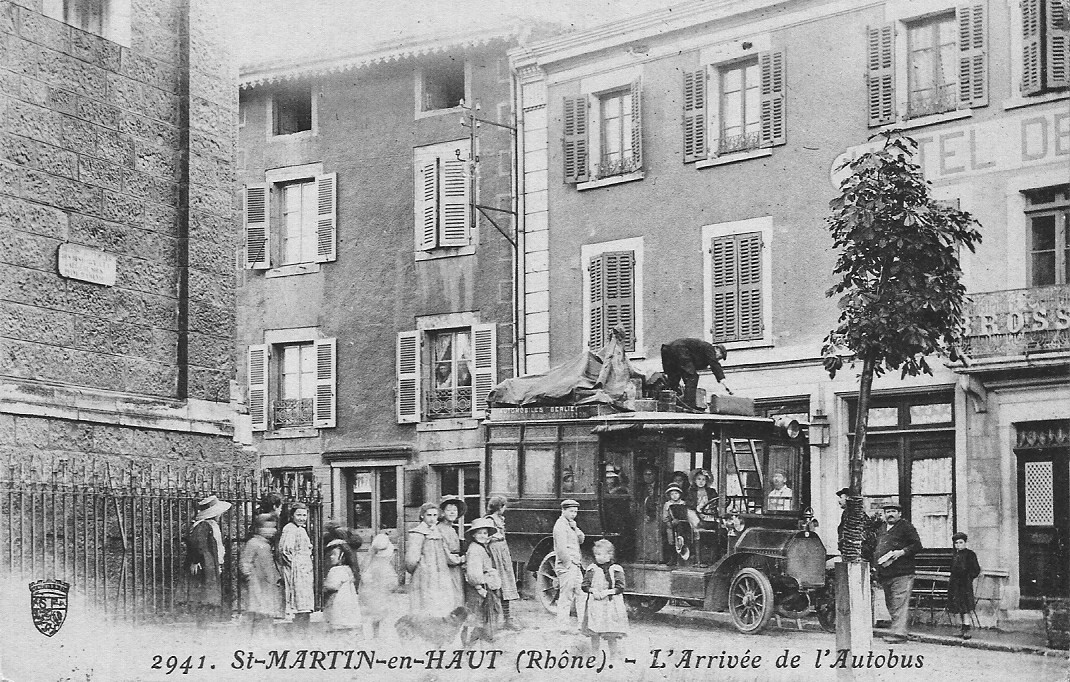
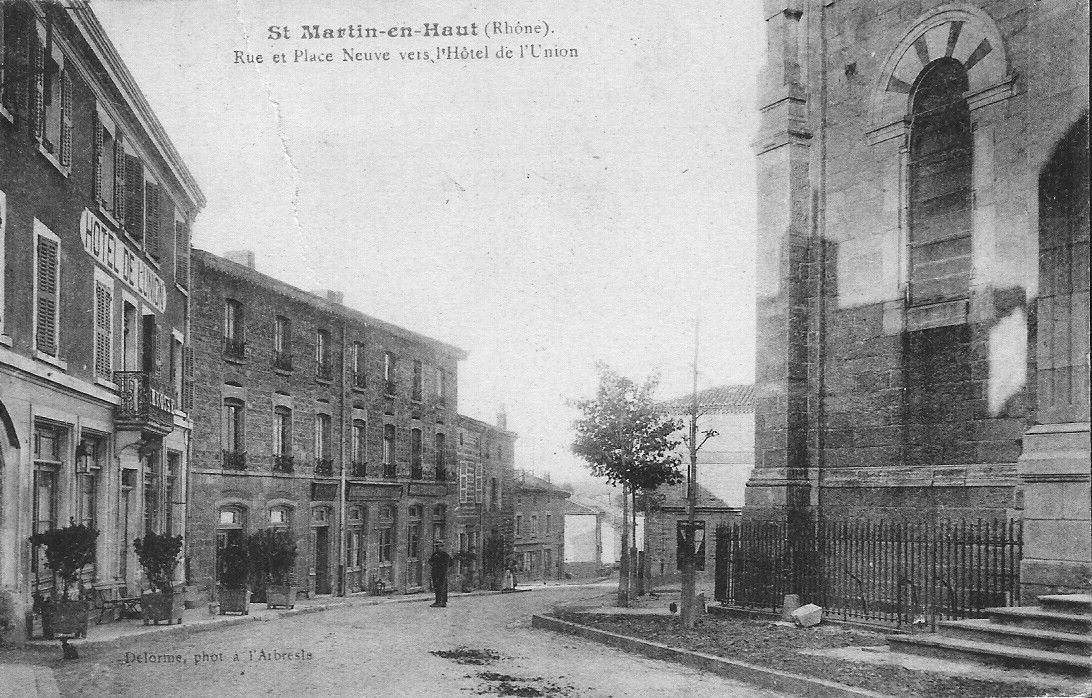

## Population et société

### Démographie
L'évolution du nombre d'habitants est connue à travers les recensements de la population effectués dans la commune depuis 1793. Pour les communes de moins de 10 000 habitants, une enquête de recensement portant sur toute la population est réalisée tous les cinq ans, les populations de référence des années intermédiaires étant quant à elles estimées par interpolation ou extrapolation. Pour la commune, le premier recensement exhaustif entrant dans le cadre du nouveau dispositif a été réalisé en 2007.

En 2022, la commune comptait 3 917 habitants, en évolution de +0,8 % par rapport à 2016 (Rhône : +3,93 %, France hors Mayotte : +2,11 %).
| 1793  | 1800  | 1806  | 1821  | 1831  | 1836  | 1841  | 1846  | 1851  |
| ----- | ----- | ----- | ----- | ----- | ----- | ----- | ----- | ----- |
| 1 800 | 1 600 | 1 984 | 2 467 | 2 976 | 2 381 | 2 320 | 2 502 | 2 486 |

| 1856  | 1861  | 1866  | 1872  | 1876  | 1881  | 1886  | 1891  | 1896  |
| ----- | ----- | ----- | ----- | ----- | ----- | ----- | ----- | ----- |
| 2 640 | 2 716 | 2 693 | 2 676 | 2 662 | 2 663 | 2 761 | 2 751 | 2 851 |

| 1901  | 1906  | 1911  | 1921  | 1926  | 1931  | 1936  | 1946  | 1954  |
| ----- | ----- | ----- | ----- | ----- | ----- | ----- | ----- | ----- |
| 2 752 | 2 681 | 2 536 | 2 236 | 2 271 | 2 361 | 2 520 | 2 419 | 2 461 |

| 1962  | 1968  | 1975  | 1982  | 1990  | 1999  | 2006  | 2007  | 2012  |
| ----- | ----- | ----- | ----- | ----- | ----- | ----- | ----- | ----- |
| 2 434 | 2 515 | 2 538 | 2 893 | 3 081 | 3 429 | 3 834 | 3 889 | 3 847 |

| 2017  | 2022  | - | - | - | - | - | - | - |
| ----- | ----- | - | - | - | - | - | - | - |
| 3 865 | 3 917 | - | - | - | - | - | - | - |

### Sports
- Saint-Martin-en-Haut fait, comme chaque année, partie du calendrier du championnat du comité du Lyonnais de caisse à savon. Organisée par la MJC, la course est technique et spectaculaire. Elle a eu l'honneur d'accueillir le championnat de France en 2007.

### Associations
Les nombreuses associations de Saint-Martin proposent un large éventail d’activités pour tous les âges et tous les goûts : sport, pêche, cinéma, médiathèque, etc.

## Économie

### Revenus de la population et fiscalité
Le nombre de ménages fiscaux en 2014 était de 1 540 représentant 3 810 personnes (dont 56 % sont imposés) et la  médiane du revenu disponible par unité de consommation  de 21 166 €.

### Emploi
En 2014, le nombre total d’emploi dans la zone était de 1 511, occupant 1 685 actifs  résidants (salariés et non salariés).
Le taux d’activité de la population âgée de 15 à 64 ans s'élevait à  76 % contre un taux de chômage (au sens du recensement) de 5,1 %. Les inactifs se répartissent de la façon suivante : étudiants et stagiaires non rémunérés 9,6 %, retraités ou préretraités 8,8 %, autres inactifs 5,6 %.

### Entreprises et commerces
En 2015, le nombre d’établissements actifs était de quatre cent quarante cinq dont soixante-six dans l’agriculture-sylviculture-pêche, quarante dans l’industrie, quarante-sept dans la construction, deux cent vingt-deux dans le commerce-transports-services divers et soixante-dix  étaient relatifs au secteur administratif.
Ces établissements ont pourvu mille deux cent huit postes salariés.
Il existe plus de 100 exploitations agricoles qui produisent essentiellement du lait, des fromages, des fruits rouges et des légumes. Ces produits sont écoulés sur les marchés de producteurs de Lyon mais également vendus à la ferme.

## Culture locale et patrimoine

### Lieux et monuments
- Château de la Bâtie (privé), bâtie[30] : remanié aux XVIe et XVIIIe siècles, résidence d'été du Dr Alexis Carrel, prix Nobel de Médecine.
- Le site de Rochefort : la chapelle (avec sa Vierge et son vitrail classés aux Monuments Historiques) et les ruines du château probablement du XIIIe siècle et restauré vers 1417[31].
- L'église en granit bleu, construite de 1886 à 1889.
- Le collège public bâti en 2010.

### Espaces verts et fleurissement
En 2014, la commune de Saint-Martin-en-Haut bénéficie du label « ville fleurie » avec « 2 fleurs » attribuées par le Conseil national des villes et villages fleuris de France au concours des villes et villages fleuris.

### Langue régionale locale
La langue régionale parlée traditionnellement à Saint-Martin-en-Haut est le francoprovençal, plus précisément il s'agit de sa variété du Pays lyonnais. L'association Les Amis du francoprovençal en pays lyonnais a été créée en 1997 pour encourager la transmission de la langue et des coutumes du pays lyonnais aux jeunes générations,.

### Héraldique
| Blason de Saint-Martin-en-Haut | Blason  | D'argent au loup passant de sable, au chef de gueules chargé de trois annelets d'or. |
| Blason de Saint-Martin-en-Haut | Détails | Le statut officiel du blason reste à déterminer.                                     |

### Personnalités liées à la commune
- Alexis Carrel (1873-1944), chirurgien et biologiste, prix Nobel de Médecine, s'étant fait mondialement connaître par la publication de L'Homme, cet inconnu, favorable à l'eugénisme et membre d'un parti pro-nazi sous l'occupation. Il résida au château de la Bâtie ;
- Amélie Rivat (1989-), coureuse cycliste, plusieurs fois vice-championne de France, vainqueur de la coupe de France 2014, native de la commune où elle s'est mariée et a fait ses débuts dans le club cycliste local[35] ;
- Pierre Grataloup (1774-1800), chef de la  bande de pillards des Chauffeurs des monts du Lyonnais est né à Saint-Martin-en-Haut.